# Rezerwat przyrody Panieńskie Skały
Rezerwat przyrody Panieńskie Skały – krajobrazowy rezerwat przyrody o powierzchni 6,41 ha, założony w 1953 roku. Znajduje się w zachodniej części Krakowa, w północnej części Pasma Sowińca na terenie Lasu Wolskiego, od strony Woli Justowskiej. Tereny te wchodzą w skład Bielańsko-Tynieckiego Parku Krajobrazowego.
Celem ochrony rezerwatu jest zachowanie ze względów naukowych, dydaktycznych i społeczno-kulturalnych jedynego pod Krakowem fragmentu lasu naturalnego z malowniczymi, występującymi na powierzchni skałami wapiennymi.
Ochroną objęto dolną część długiego i głębokiego wąwozu zwanego Wolskim Dołem. Wapienne skały pochodzą z okresu górnej jury i tworzą w Wolskim Dole bramę. Wąwóz ten w górnej części jest lessowy, w dolnej skalisty. Ma strome ściany o wysokości od kilku do kilkunastu metrów.
Jego dnem prowadzi ścieżka zwana chodnikiem Grabowskiego – na cześć Ambrożego Grabowskiego, autora pierwszego przewodnika po Krakowie i okolicach. On też spopularyzował w 1822 r. nazwę Panieńskie Skały. Dawniej nazywano je również Wolskimi Skałami lub Przygrzybem.
Nazwa skał pochodzi od zakonnic z niedalekiego klasztoru Norbertanek na Salwatorze, które schroniły się w tych okolicach podczas najazdu tatarskiego w 1241 roku. Według popularnej legendy, zakonnice zostały w ostatniej chwili ocalone cudownie od hańby i śmierci, gdyż skałki zamknęły się za nimi, chroniąc je przed napastnikami. W miejscu rzekomego cudu stoi dziś figura Matki Boskiej. Według innej wersji, gdy Tatarzy dopędzali zakonnice, skały zapadły się pod nimi, chroniąc je przed pohańbieniem. Podobno pod skałami jest komnata i stół, przy którym zasiadają do modlitwy, co jeszcze niedawno można było zobaczyć przez szczelinę w skale.

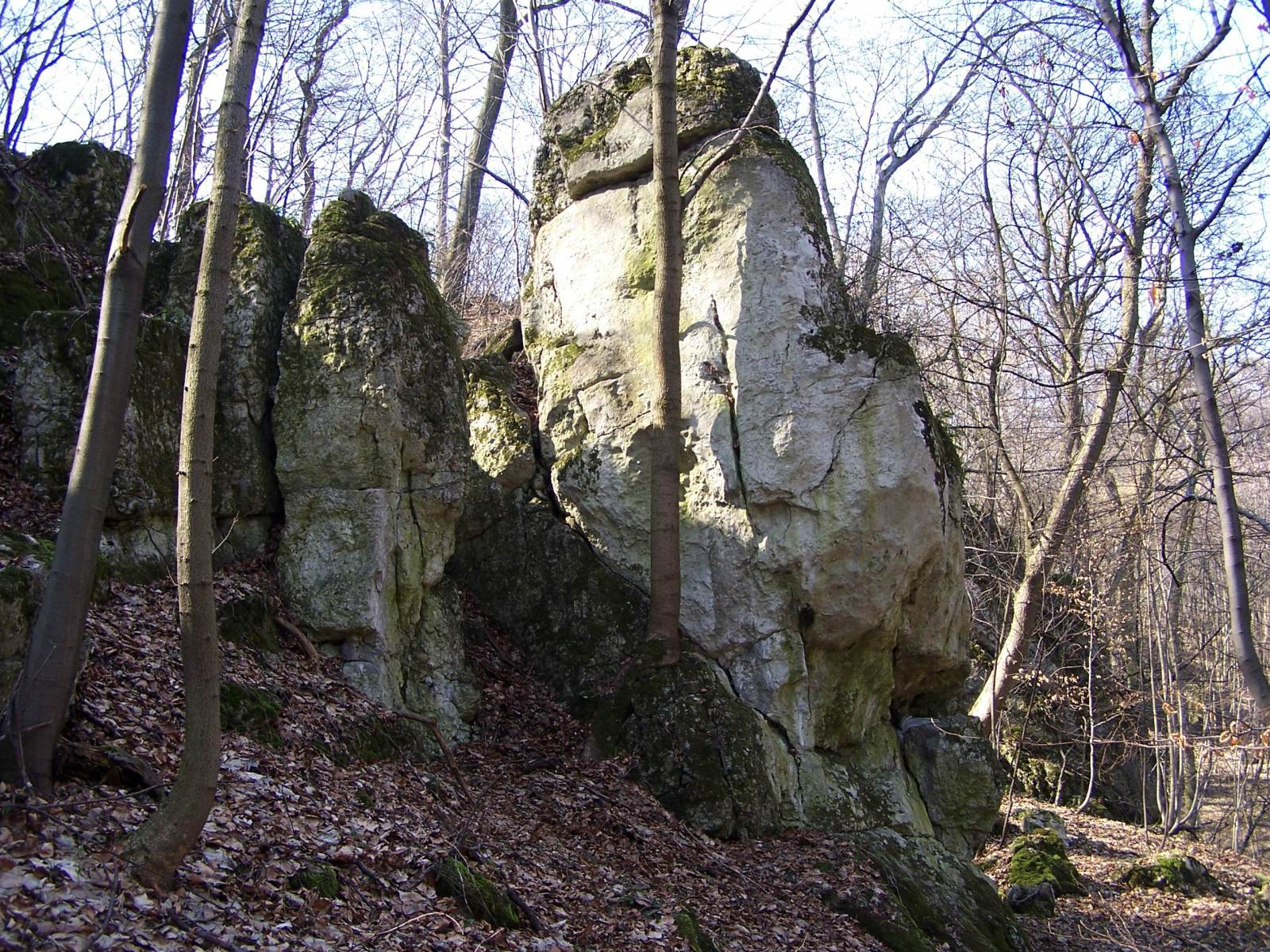
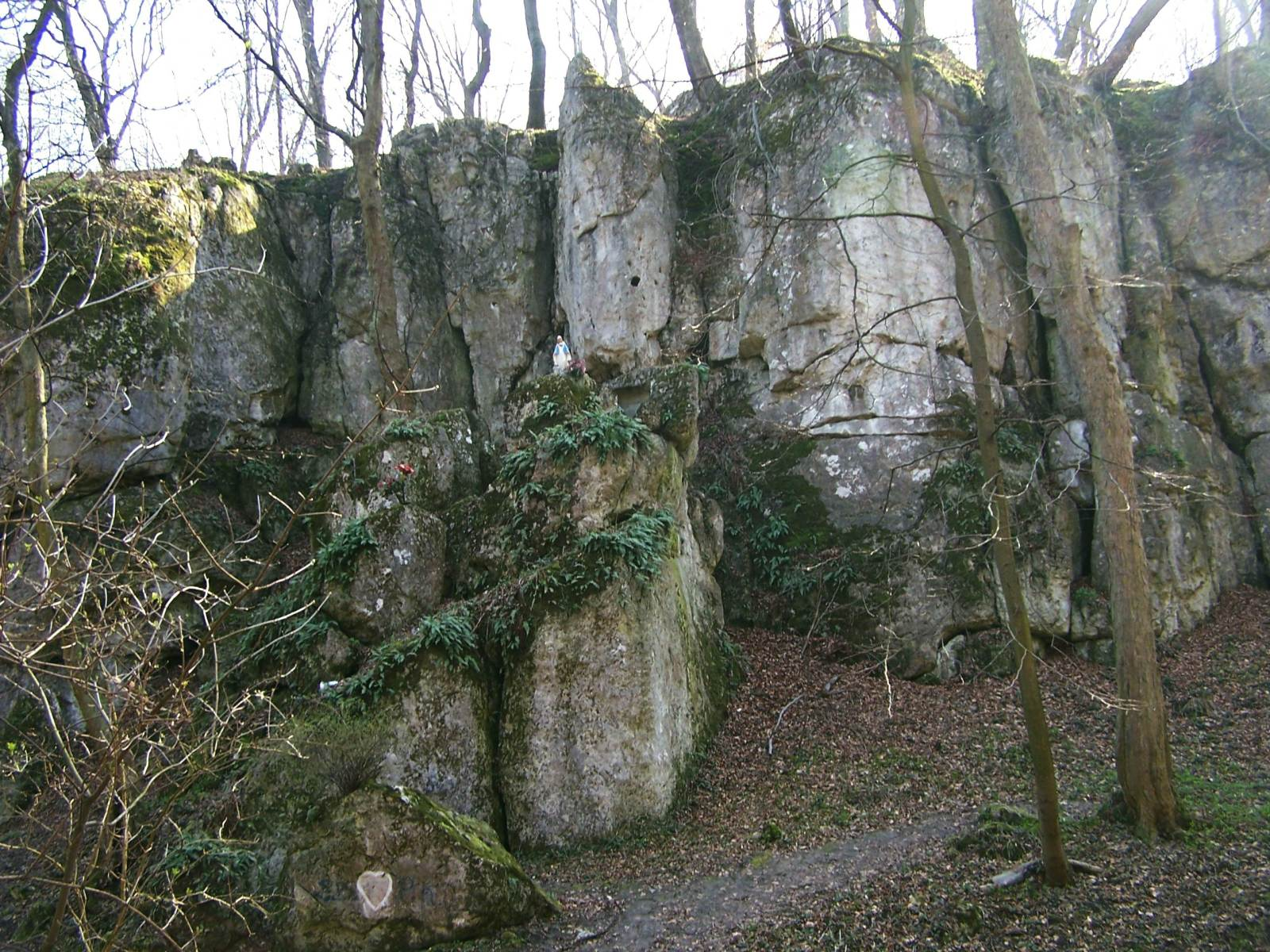
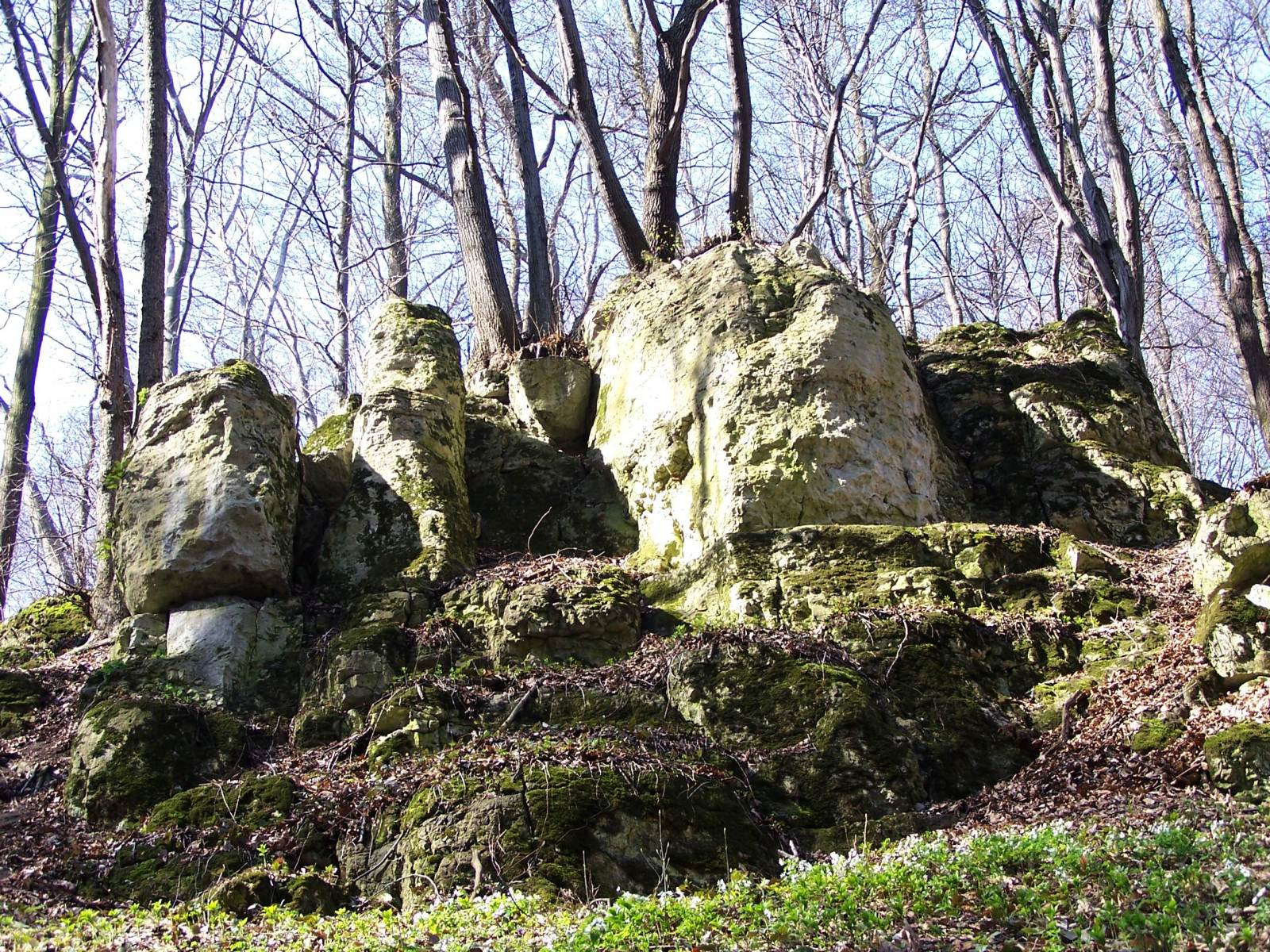
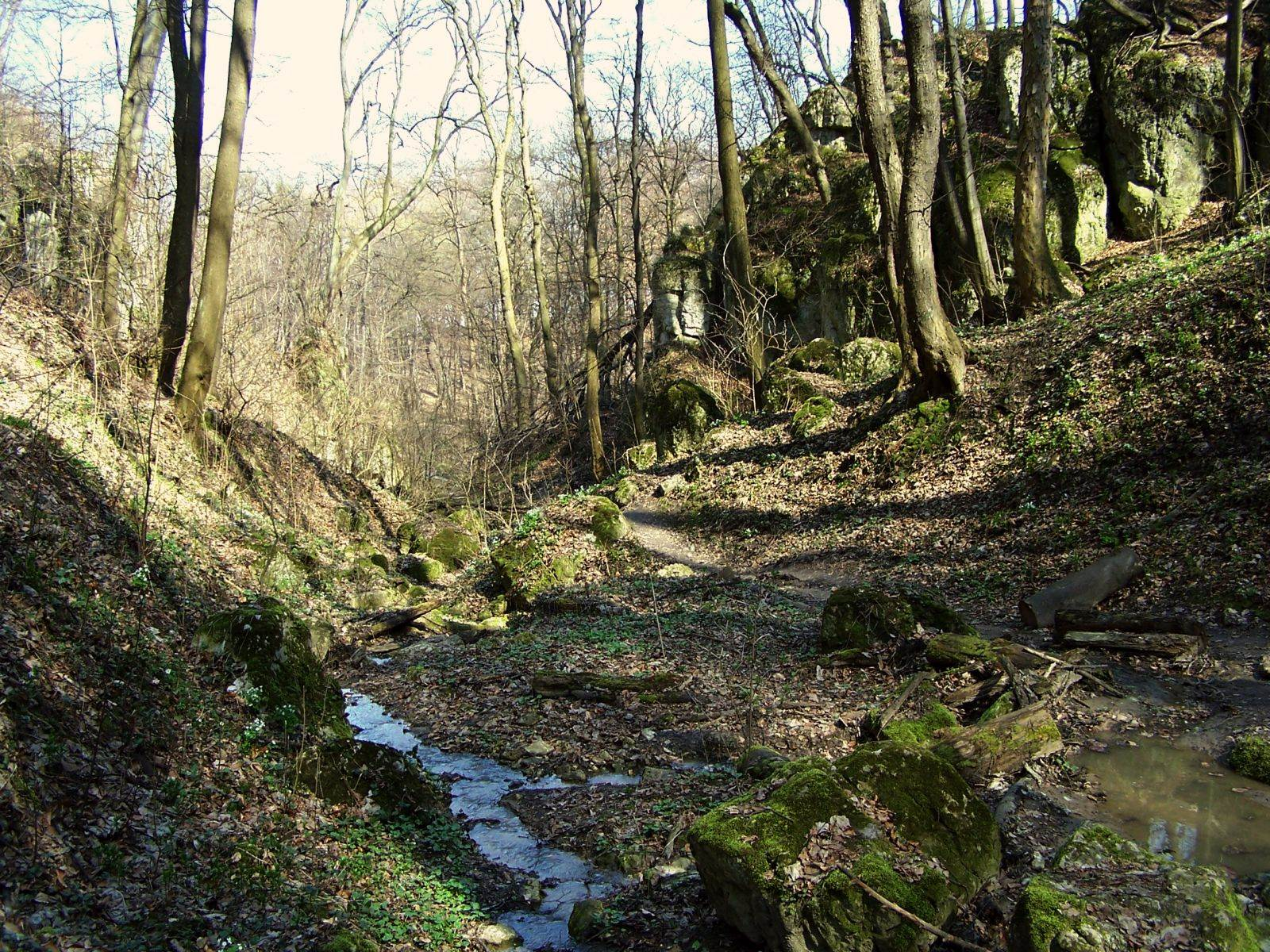
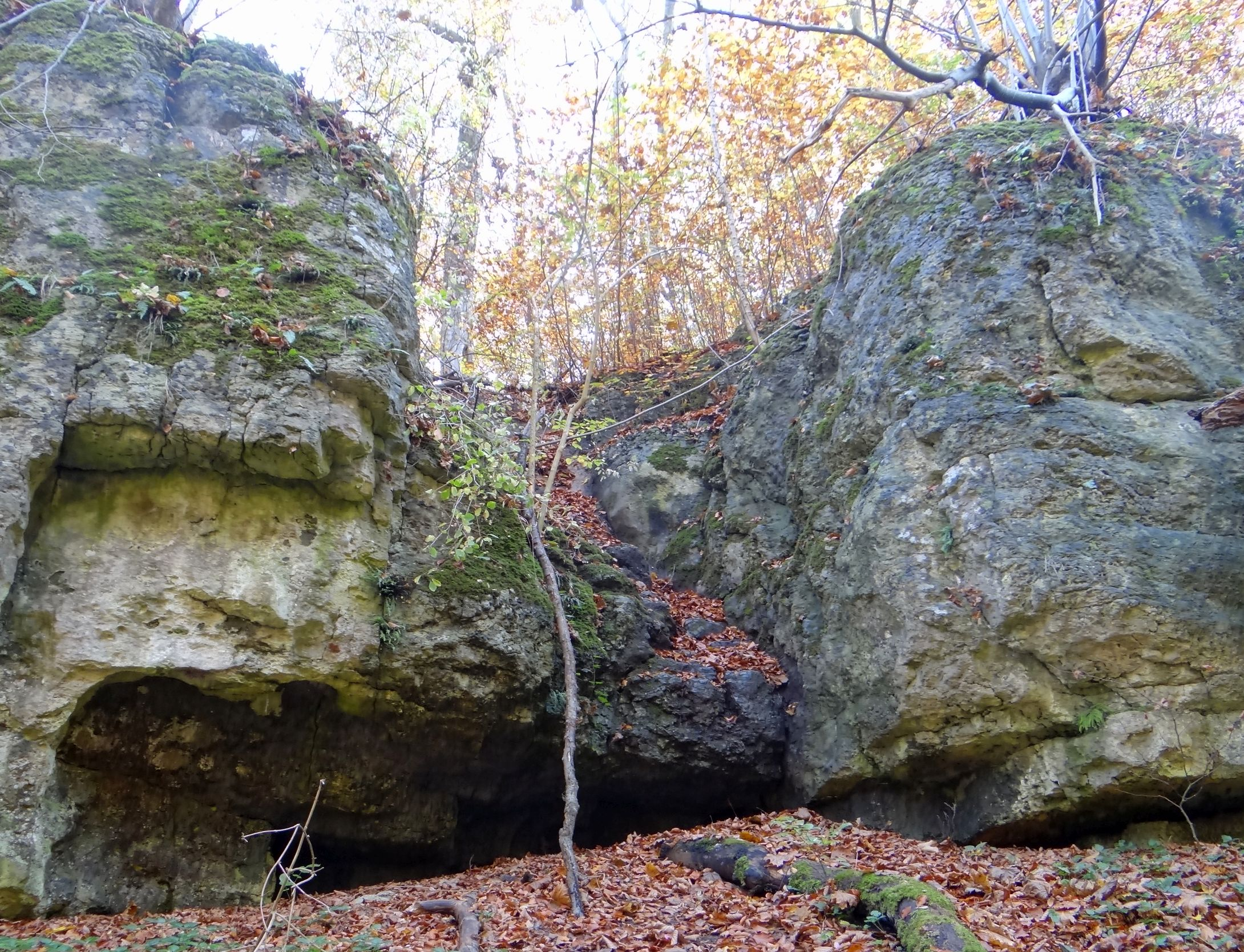
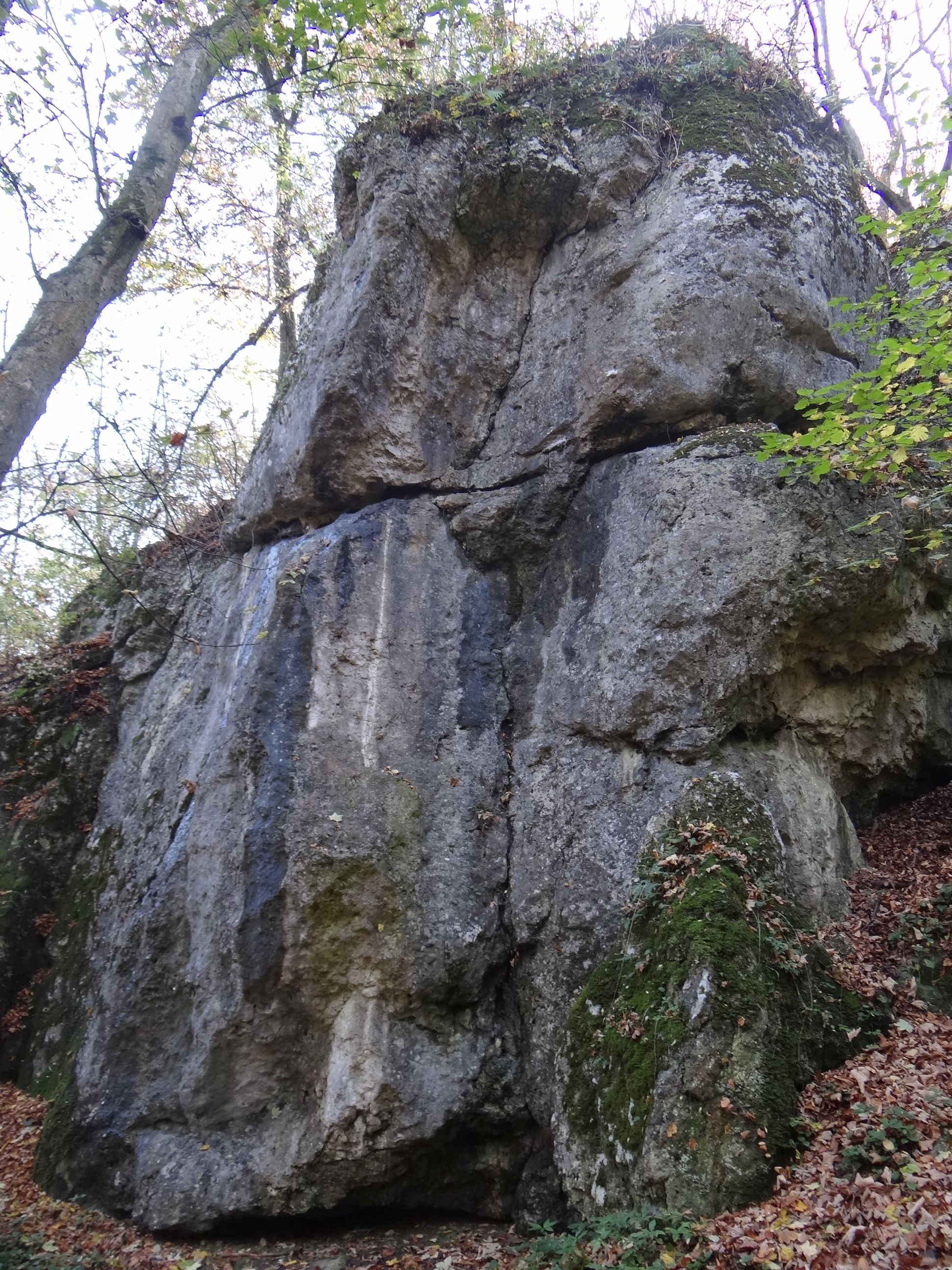
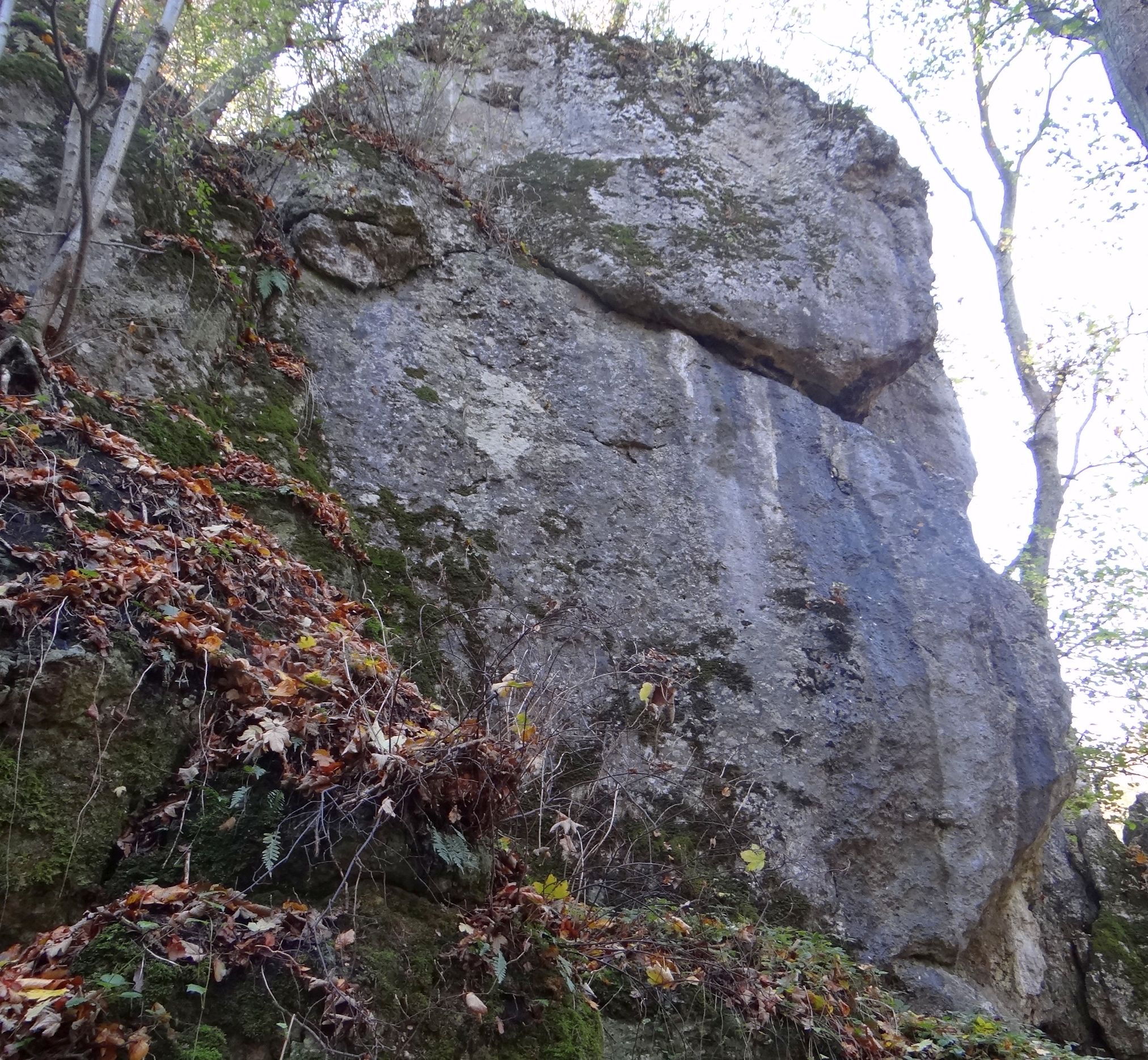
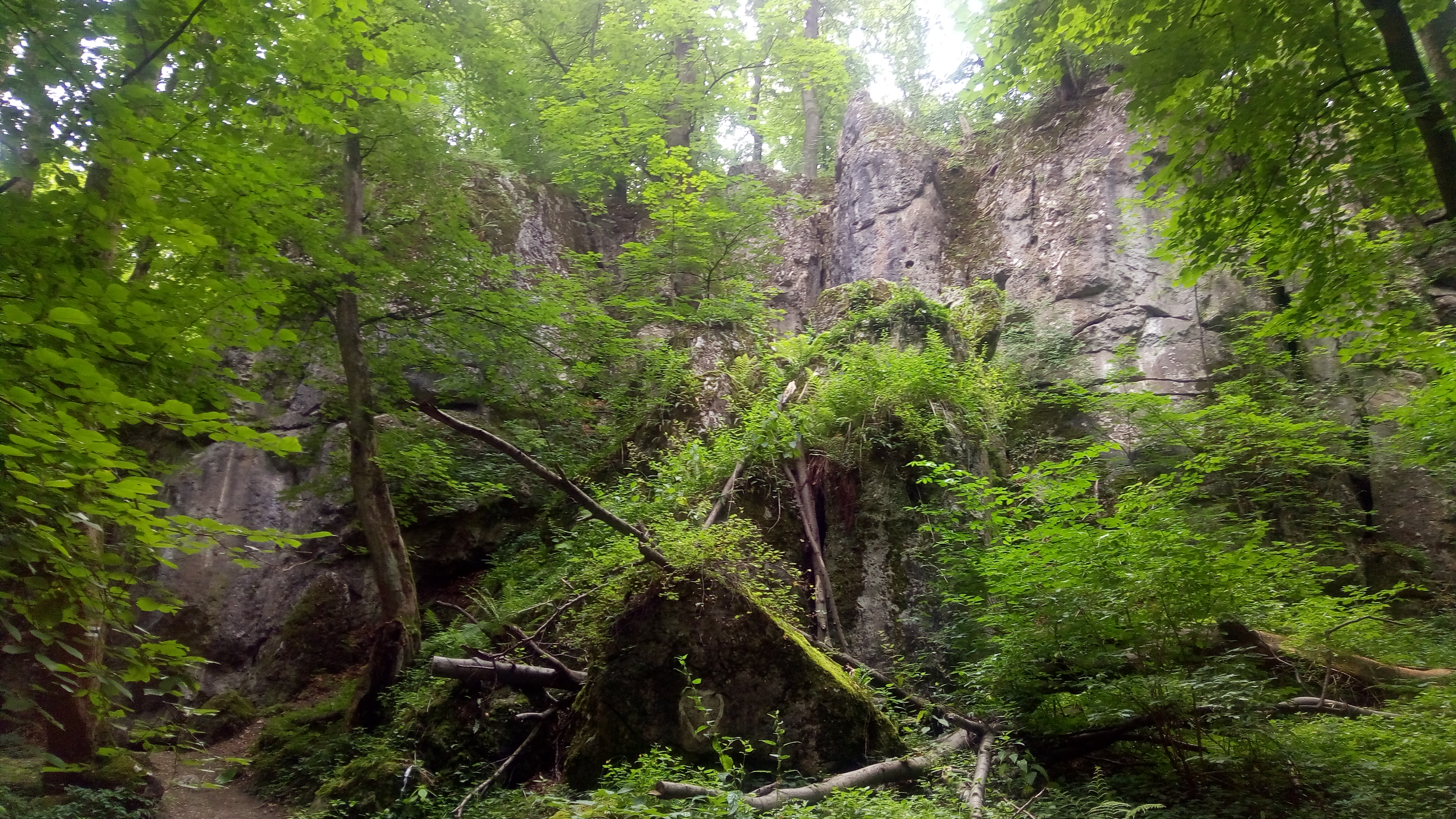
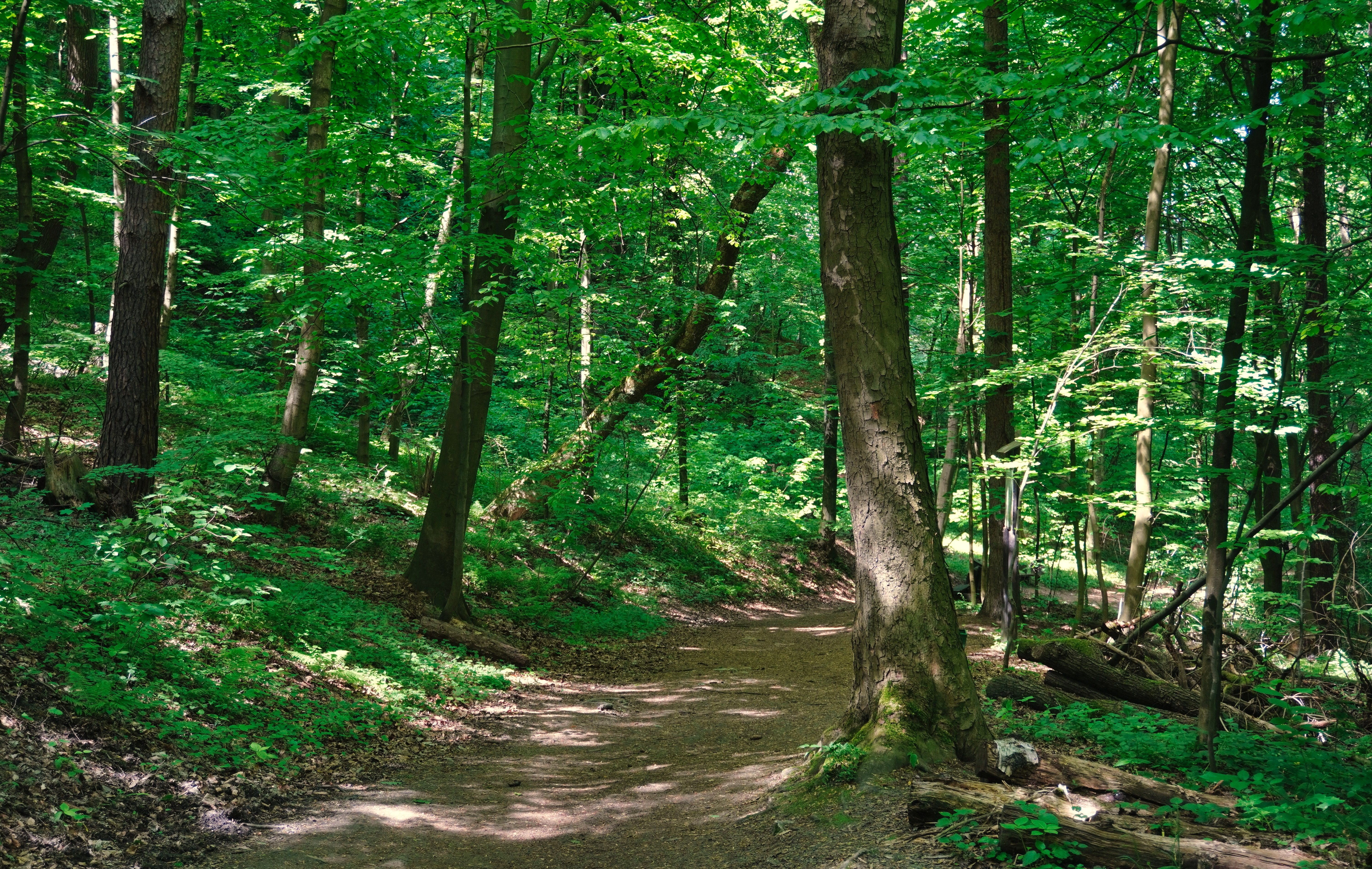
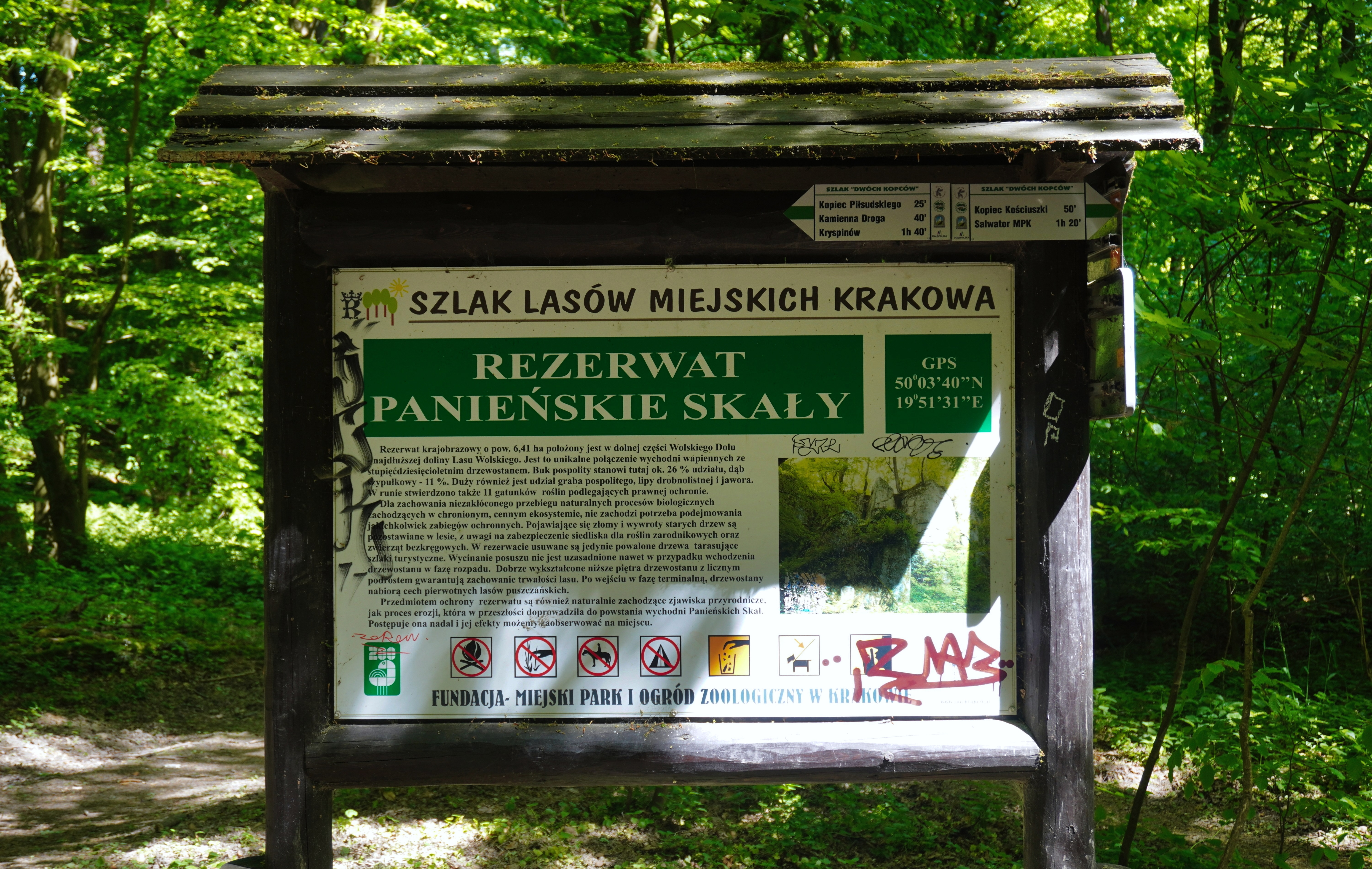

Zbocza porasta naturalny las bukowy (najstarszy w rejonie Lasu Wolskiego, większość drzew ma ok. 140–160 lat) z domieszką dębu, sosny, grabu i jaworu. Drzewostan był chroniony od 1917 r., gdy las został wykupiony przez Kasę Oszczędności Miasta Krakowa. Dzięki temu w lesie Wolskiego Dołu uchowały się bardzo stare okazy kwitnącego bluszczu pospolitego (bluszcz kwitnie dopiero w wieku kilkudziesięciu lat). W runie leśnym wiosną, przed rozwojem liści przez drzewa zakwitają: zdrojówka rutewkowata, zawilec gajowy, szczyr trwały, śledziennica skrętolistna, kokorycz pełna, fiołek Rivina, miodunka ćma, przylaszczka pospolita. Występuje też kopytnik pospolity, konwalia majowa, a nawet rzadki wawrzynek wilczełyko.
W pobliżu rezerwatu stoi drewniany kościół pw. Matki Bożej Królowej Polski, w którym nakręcono ostatnią scenę filmu Potop w reżyserii Jerzego Hoffmana.
W rezerwacie odkryto nowy gatunek ślimaka przodoskrzelnego. Nazwano go niepozorką ojcowską Falniowskia neglectissima. Prawdopodobnie jest endemitem i ze względu na rzadkość występowania znajduje się w Polskiej Czerwonej Księdze Zwierząt.
W skałach Panieńskich Skał grotołazi opisali kilka próżni skalnych: Kominek w Panieńskich Skałach, Schronisko Kręte w Panieńskich Skałach, Schronisko w Skałach Panieńskich Górne, Schronisko za Filarkiem w Panieńskich Skałach, Szczelina w Panieńskich Skałach, Tunelik w Panieńskich Skałach, Wnęka w Panieńskich Skałach.

## Szlak turystyki pieszej
żółty: od Alei Kasztanowej na Woli Justowskiej aleją Panieńskich Skał poprzez rezerwat przyrody, na wzniesienie Lasku Wolskiego do skrzyżowania ze szlakiem łączącym ZOO z Sowińcem.